# Symboly woodcrafterského hnutí
Symboly woodcrafterského hnutí slouží jednak k vyjádření příslušnosti k hnutí, jednak jako ocenění osobních úspěchů při dosahování předem stanovených met.

## Původ symbolů
Woodcrafterské hnutí vzniklo původně ve Spojených státech a později se rozšířilo do řady zemí, včetně České republiky. Iniciátorem hnutí byl Ernest Thompson Seton – americký malíř, přírodovědec a spisovatel. 
Hnutí se skládalo z kmenů, které Setona považovaly za svého čestného náčelníka, ovšem z organizačního hlediska byl každý kmen naprosto autonomní, založený na přímé demokracii. Jediným stmelujícím prvkem byl woodcrafterský program – systém orlích per, Setonem každoročně vydávaný v podobě „Svitku březové kůry“, což byla v podstatě jakási ročenka s přehledem dosud uznaných činů.
Od roku 1902 do roku 1917 se ve Svitku postupně objevil, kromě systému orlích per, i woodcrafterský zákon a základní pravidla hry, určená Setonem při ustanovení prvního kmene, byla transformována do tzv. 9 hlavních zásad.
Mezi základní symboly woodcrafterského hnutí patří:

## Velký Zákon
Grafickým symbolem Velkého zákona je obrazec čtyřnásobného ohně. Obrazec je velice častým motivem nejenom u Severoamerických indiánů a jeho výklad různý. Nicméně, z hlediska woodcraftu naznačuje, že jedině všestranným rozvojem lidské osobnosti se lze přiblížit dokonalosti.
Ke kruhu – symbolickému vyjádření dokonalosti – vedou od jednotlivých světel cesty. Každé světlo (při slavnostních obřadech představované malým ohníčkem) zastupuje tři plameny (formule Velkého zákona, které jsou pronášeny při jeho zapalování).
- Světlo Ducha – jde cestou Síly (Síla ducha)
Je symbolickým vyjádřením duchovní roviny lidské osobnosti
- Světlo Těla – jde cestou Krásy (Krása těla)
Je symbolickým vyjádřením fyzické roviny lidské osobnosti
- Světlo Lásky – jde cestu Služby (Služba lásky)
Je symbolickým vyjádřením emoční roviny lidské osobnosti
- Světlo Mysli – jde cestou Pravdy (Pravda mysli)
Je symbolickým vyjádřením psychické roviny lidské osobnosti

## 9 hlavních zásad
Stanovil Seton jako základní osnovu woodcrafterské činnosti. Za woodcrafterskou se může tedy – podle jeho názoru – považovat jen organizace, která ve své činnosti tyto zásady dodržuje:
- Rekreace – Woodcrafterská činnost má sloužit především k osvěžení těla a ducha. Cílem není honba za rekordy.
- Táborový život – Společné táboření uzavřené skupiny osob, spojené s pobytem ve volné přírodě je podle Setona ideálním prostředím pro výchovu v duchu Lesní moudrosti, socializaci jedince a rozvoj jeho znalostí a zkušeností.
- Samospráva – Woodcrafterské organizace jsou určeny především pro ty, co teprve nastupují k onomu pomyslnému stoupání na horu (Seton měl na mysli především mládež). Dospělí, resp. zkušení woodcrafteři mají v podstatě být k dispozici pouze jako rádci a průvodci výchovným procesem. O svých záležitostech si mají příslušníci kmene či rodu rozhodovat sami.
- Kouzlo táborového ohně – Zvyšuje pocit sounáležitosti a pospolitosti.
- Pocty podle stanovených měřítek – Podle této zásady je oceněn udělením Orlího pera každý, kdo splní předem jasně definovanou (ve Svitku Březové kůry – Knize Orlích per) metu. (V případě výkonů, které dosud nebyly definovány rozhoduje tzv. Rada Orlích per).
- Osobní vyznamenání za osobní výkony – Ocenění píle formou udílení čestných titulů, odrážejících počet dosažených Orlích per.
- Ideální vzor – Seton vyšel z toho, že každý potřebuje mít před sebou nějaký konkrétní cíl. Na základě svých osobních zkušeností (ale též zidealizované představy) postavil jako základní vzor konglomerát neexistujícího Severoamerického Indiána, podle hesla „To nejlepší od nejlepších (indiánů)“
- Malebnost ve všem – Podle této zásady by měl každý woodcrafter pěstovat svůj cit pro estetiku.
- Použití výchovných prostředků v duchu Lesní moudrosti – woodcraftu. Za základní výchovné prostředky považoval Seton: táborový život, získávání poct podle stanovených měřítek a samosprávu.

## Bílý štít s bizoními rohy – symbol woodcraftu
Znak bílého kruhu s modrými rohy v sobě kombinuje vyjádření Velkého zákona (kruh) a citátu, kterým Seton, při dotazu jak co nejstručněji vyjádřit co je woodcraft, odpověděl tazateli: „Woodcraft je o životě s modrou oblohou nad hlavou“ (modrá barva rohů symbolizuje blankytné nebe).

## Orlí pera
Seton považoval vzájemnou rivalitu za zhoubný jev, proto přišel s motivačním systémem odměňování za dosažení určitých, obecně akceptovaných, met. Ten umožňuje ocenit všechny, kdo dosáhli této mety, nejenom ty nejlepší.
Ti co splní podmínky k dosažení takové mety získávají jako „odměnu“ právo nosit na šerpě symbolické Orlí pero, doložené odpovídajícím glejtem a po dosažení určitého počtu Orlích per z každého světla si mohou nechat na sněmu přiznat i příslušný titul a nosit na šerpě jeho symbol.

## Woodcrafterská šerpa
Je slavnostní součástí woodcrafterské oděvu a jsou na ní umístěny symboly získaných Orlích per a udělených titulů.

## Woodcrafterské roucho
Mělo být jakýmsi woodcrafterským slavnostním krojem, nicméně jeho použití se (alespoň v rámci české LLM) moc neujalo.